# Ulama (gra)

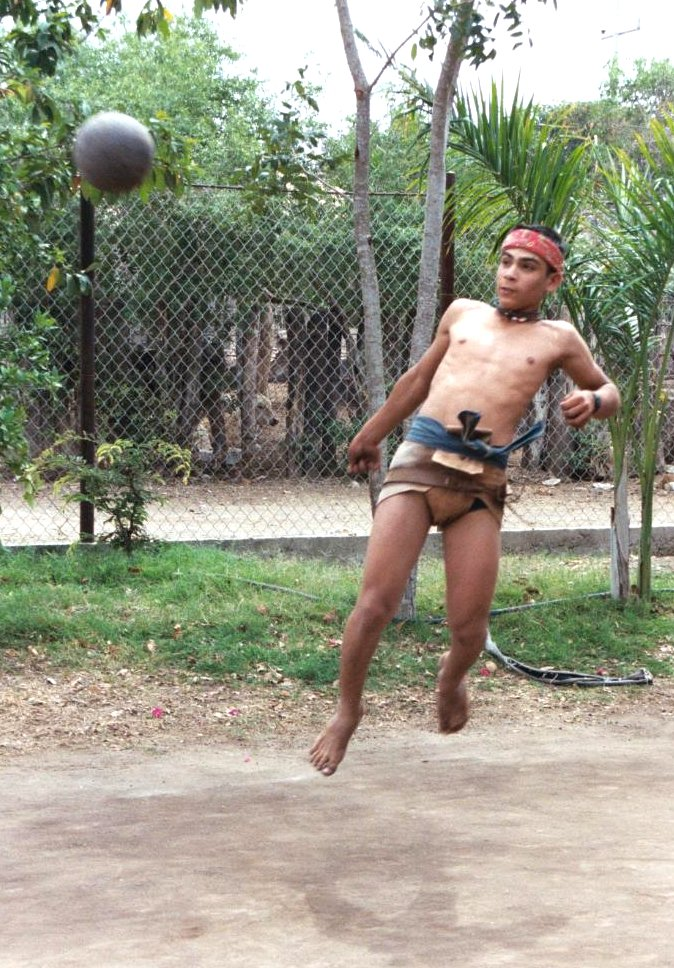
Gracz ulama z Sinaloa

Ulama – zespołowa gra w piłkę wymyślona w Ameryce Łacińskiej (aztecka nazwa to ulamaliztli). Inną podobną grą jest tlachtli.

## Historia
Ulama jest uznawana za najstarszy sport na świecie – najstarsze znane pole do gry w ulamę zostało zbudowane ok. 1500 r. p.n.e. w obecnym stanie Chiapas w Meksyku. Znaleziono też o 300–500 lat starsze piłki do gry. W ulamę grali Aztekowie, Mistekowie i Majowie. Była ona wówczas związana z rytuałami religijnymi, w trakcie których tracono więźniów, zmuszanych do gry w ulamę. Boiska do gry budowano w centrach miast, w pobliżu świątyń. Grę zwalczali hiszpańscy konkwistadorzy, a zwłaszcza przybyli wraz z nimi księża, którzy uznawali ją za element pogańskiej tradycji.
Gra przetrwała do dziś, m.in. w meksykańskim stanie Sinaloa, i jest przedmiotem badań antropologów i archeologów. Wyróżnia się trzy odmiany gry, z której najbardziej popularną i najbardziej zbliżoną do wcześniejszych form jest ulama de cadera (dwie inne to: ulama de antebrazo i ulama de palo zwana też ulama de mazo).

## Zasady gry
Ulamę (wersja de cadera) rozgrywa się na długim, wąskim boisku (tzw. taste): o długości 50 metrów i szerokości 4 metrów. Linia pośrodku boiska rozdziela dwie drużyny, składające się z 5 graczy. Kauczukowa piłka waży ok. 4 kg i można ją odbijać jedynie biodrami i górną częścią ud.
Celem gry jest utrzymanie piłki w grze i zmuszenie przeciwnika do straty. Punkty zdobywa się, gdy nie uda się odbić piłki na pole przeciwnika lub gdy uda się przerzucić piłkę poza linię końcową przeciwnika. Wygrywa drużyna, która zdobędzie 8 punktów. Spotkać można różne sposoby liczenia punktów (np. przypisywanie 1-3 punktów za dany ruch). W praktyce, spory i niejasności rozstrzyga często sędzia (veedor).
Piłki do gry w ulama są zrobione dość skomplikowaną techniką polegającą na gotowaniu kauczuku i innych składników. Wyrób piłki może trwać nawet 30 godzin. W czasach Azteków piłka do ulamy pełniła czasem funkcję środka płatniczego. Ze względu na ograniczoną dostępność naturalnego kauczuku, przygotowanie piłki nawet we współczesnym Meksyku może nie być rzeczą łatwą.